# Einmal Prinz zu sein
Einmal Prinz zu sein ist eine deutsche Comedy-Serie rund um einen Kölner Karnevalsverein. Regie führten Sven Unterwaldt und Micha Terjung.

## Inhalt
Die Mitglieder der kleinen Karnevalsgesellschaft „KG Fidele Husaren“, versuchen, ihren größten Traum zu verwirklichen: einmal als Sieger aus den Veedelszöch hervorzugehen, um dann am Rosenmontagszug teilnehmen zu können. Bisher standen dem Erfolg der „Fidelen Husaren“ immer zu viel Kölsch, zu heftiges Feiern, Eifersüchteleien und vor allem die unterschiedlichen Vorstellungen der Vereinsmitglieder über ihre Ziele im Weg. Aber in diesem Jahr soll sich das ändern... 

### Folge 1
Die Wirtin (Isabell Trimborn) hat einen Karnevalsschlager geschrieben. Der Vereinspräsident der „KG Fidele Husaren“ Martin (Heinrich Schafmeister) will diesen ins Radio bringen, während er gleichzeitig seinem „Kumpel“ mit schlüpfrigen Details  von einer liegengelassenen  Kassette einen Platz im vorderen Teil des Veedelszoch aberpressen will. Daniel (Sebastian Herrmann), gerade Praktikant beim Radio und Karnevalsmuffel, wittert eine Sensation und tauscht die Kassetten aus.

### Folge 2
Es ist der 11. November und das Kölsch fehlt. Zu allem Überfluss kommt auch noch Martins Ex-Frau (Susanne Pätzold) aus Berlin nach Köln zurück und wirft Martins Leben durcheinander. Während die Wirtin mit der Ex-Frau um Martins Gunst buhlt, versucht Daniel sich an die Bedienung Nicole (Annette Frier) ranzumachen. Dafür muss er aber ein Karnevalskostüm anziehen. Mitten im Streit der beiden Ex-Eheleute fährt ihnen ein Kölsch-Transporter auf.

## Ziele
„Einmal Prinz zu sein ist eine menschliche Comedy-Serie über Leidenschaften, Träume und Konkurrenz. Die Serie wird mit Original-Außenaufnahmen vom Karneval ergänzt, die ein „Extra“ an Authentizität bringen. Sie wird den Geist des Kölner Karnevals spürbar machen, vor allem aber sympathische Charaktere zeigen, die für etwas ganz besonderes leben. Die COLOGNE SITCOM drehte bereits im April 2000 den Piloten und hat ab Oktober 2000 in Köln fünf weitere Folgen für den WDR produziert.“